# Listă de cărți despre Oz
Cărțile (despre) Oz formează o serie de cărți care începe cu Vrăjitorul din Oz (1900) și relatează istoria fictivă a Țării Oz. Oz a fost creat de autorul L. Frank Baum, care a scris paisprezece cărți despre Oz. Baum a fost numit „Istoricul Regal al lui Oz” pentru a sublinia conceptul că Oz este un loc real de pe Pământ, plin de magie. În cărțile sale despre Oz, Baum a creat iluzia că personaje precum Dorothy și Prințesa Ozma au transmis aventurile lor din Oz către Baum, prin intermediul unui telegraf fără fir.
După moartea lui Baum în 1919, editura Reilly & Lee a continuat să publice cărți anuale despre Oz, transmițând rolul de Istoric Regal. Scriitoarea Ruth Plumly Thompson a preluat această sarcină în 1921 și a scris nouăsprezece cărți despre Oz. După Thompson, editura Reilly & Lee a mai publicat încă șapte cărți în această serie: trei de John R. Neill, două de Jack Snow, una de Rachel R.C. Payes și o carte finală de Eloise Jarvis McGraw și Lauren Lynn McGraw. Cele patruzeci de cărți din seria Oz de la Reilly & Lee sunt numite de către fani „cele patruzeci” și sunt considerate textele canonice Oz.

## Cărți de L. Frank Baum

### CărțiOz
| Cărțile originale Oz de L. Frank Baum |        |                              |               |      |                        |
| Copertă | Ordine | Titlu                        | Ilustrator    | An   | Editură                |
| | 1      | The Wonderful Wizard of Oz   | W. W. Denslow | 1900 | George M. Hill Company |
| Dorothyși câinele ei Toto sunt duși în țara Oz de un uragan. În timp ce încearcă să ajungă în Orașul de Smarald pentru a-l vedea pe marele Vrăjitor, Dorothy întâlnește Sperietoarea care vorbește, Omul de Tinichea și Leul Laș. |        |                              |               |      |                        |
| | 2      | The Marvelous Land of Oz     | John R. Neill | 1904 | Reilly & Britton       |
| Un băiețel, Tip, scapă de vrăjitoarea cea rea Mombi, care este teribil de supărată pe el. Este însoțit de creatura din lemn Jack Pumpkinhead (readusă la viață de pudra dătătoare de viață pe care Tip a furat-o de la Mombi), Tip reînvie la fel și caprele din lemn (Sawhorse). Între timp, o armată de fete condusă de generalul Jinjur se îndreaptă spre Orașul de Smarald. Se dovedește că Tip nu este deloc un băiat, ci prințesa fermecată Ozma, moștenitorul de drept al tronului Orașului de Smarald. |        |                              |               |      |                        |
| | 3      | Ozma of Oz                   | John R. Neill | 1907 | Reilly & Britton       |
| În timp ce călătorește spre Australia cu unchiul ei Henry, Dorothy este aruncată peste bord de o furtună împreună cu un pui pe nume Billina. Aceștia aterizează în Țara lui Ev, care este separată de Țara lui Oz printr-un deșert și în care prințesa Langwidere, care își schimbă capul în loc de ținute, guvernează nu prea bine. Împreună cu noul lor prieten mecanic, Tik-Tok, Dorothy, cei trei prieteni ai ei și Ozma trebuie să salveze familia regală a lui Ev de vicleanul Rege Nome și, în cele din urmă, să se întoarcă la Oz. |        |                              |               |      |                        |
| | 4      | Dorothy and the Wizard in Oz | John R. Neill | 1908 | Reilly & Britton       |
| În drumul ei de întoarcere din Australia, Dorothy îl vizitează pe vărul ei Zeb, în California. Prinși de un cutremur, copiii cad printr-o crăpătură împreună cu căruța, calul Jim și pisica lui Dorothy, Eureka. În mod neașteptat, copiii îl întâlnesc pe fostul conducător al Orașului de Smarald, Vrăjitorul, care a căzut și el în subteran în urma cutremurului. Străinii sunt înconjurați de oameni-legume ciudați care nu sunt deloc prietenoși. Vrăjitorul își folosește din nou trucurile pentru a se salva de viclenia locuitorilor subterani. Toți își încep ascensiunea spre suprafața pământului, spre ținutul Oz, unde pisica Eureka este judecată. |        |                              |               |      |                        |
| | 5      | The Road to Oz               | John R. Neill | 1909 | Reilly & Britton       |
| |        |                              |               |      |                        |
| | 6      | The Emerald City of Oz       | John R. Neill | 1910 | Reilly & Britton       |
| |        |                              |               |      |                        |
| | 7      | The Patchwork Girl of Oz     | John R. Neill | 1913 | Reilly & Britton       |
| |        |                              |               |      |                        |
| | 8      | Tik-Tok of Oz                | John R. Neill | 1914 | Reilly & Britton       |
| |        |                              |               |      |                        |
| | 9      | The Scarecrow of Oz          | John R. Neill | 1915 | Reilly & Britton       |
| |        |                              |               |      |                        |
| | 10     | Rinkitink in Oz              | John R. Neill | 1916 | Reilly & Britton       |
| |        |                              |               |      |                        |
| | 11     | The Lost Princess of Oz      | John R. Neill | 1917 | Reilly & Britton       |
| |        |                              |               |      |                        |
| | 12     | The Tin Woodman of Oz        | John R. Neill | 1918 | Reilly & Lee           |
| |        |                              |               |      |                        |
| | 13     | The Magic of Oz              | John R. Neill | 1919 | Reilly & Lee           |
| |        |                              |               |      |                        |
| | 14     | Glinda of Oz                 | John R. Neill | 1920 | Reilly & Lee           |
| |        |                              |               |      |                        |

### Culegeri de povestiri și alte lucrări
| Copertă | Titlu                                                        | Autor         | Ilustrator    | An                                | Editură                         |
| --- | ------------------------------------------------------------ | ------------- | ------------- | --------------------------------- | ------------------------------- |
| | Queer Visitors from the Marvelous Land of Oz                 | L. Frank Baum | Walt McDougal | 1904–1905                         | --                              |
| Seria completă poate fi citită online. |                                                              |               |               |                                   |                                 |
| | The Woggle-Bug Book: The Strange Adventure of the Woggle-Bug | L. Frank Baum | Ike Morgan    | 1905                              | Reilly & Britton                |
| Alte aventuri ale lui Woggle-Bug în Statele Unite, după ce s-a separat de ceilalți. Textul este inclus în The Third Book of Oz și în The Visitors from Oz de la Hungry Tiger Press. Cartea poate fi citită online. |                                                              |               |               |                                   |                                 |
| | Little Wizard Stories of Oz                                  | L. Frank Baum | John R. Neill | 1913                              | Reilly & Britton                |
| Șase povestiri despre personajele Oz, scrise inițial pentru a ajuta la relansarea seriei Oz în 1913. Textul integral poate fi găsit online.                                                                        |                                                              |               |               |                                   |                                 |
| | The Littlest Giant: An Oz Story                              | L. Frank Baum | Bill Eubank   | scrisă în 1917; publicată în 1972 | International Wizard of Oz Club |
| O poveste violentă despre o săgeată magică, plasată nominal în Țara Gillikin, dar altfel nu face referire la Oz.                                                                                                   |                                                              |               |               |                                   |                                 |

## Cărți deThompson
| De Ruth Plumly Thompson |                                  |               |      |              |
| Ordine                  | Titlu                            | Ilustrator    | An   | Editură      |
| 15                      | The Royal Book of Oz             | John R. Neill | 1921 | Reilly & Lee |
|                         |                                  |               |      |              |
| 16                      | Kabumpo in Oz                    | John R. Neill | 1922 | Reilly & Lee |
|                         |                                  |               |      |              |
| 17                      | The Cowardly Lion of Oz          | John R. Neill | 1923 | Reilly & Lee |
|                         |                                  |               |      |              |
| 18                      | Grampa in Oz                     | John R. Neill | 1924 | Reilly & Lee |
|                         |                                  |               |      |              |
| 19                      | The Lost King of Oz              | John R. Neill | 1925 | Reilly & Lee |
|                         |                                  |               |      |              |
| 20                      | The Hungry Tiger of Oz           | John R. Neill | 1926 | Reilly & Lee |
|                         |                                  |               |      |              |
| 21                      | The Gnome King of Oz             | John R. Neill | 1927 | Reilly & Lee |
|                         |                                  |               |      |              |
| 22                      | The Giant Horse of Oz            | John R. Neill | 1928 | Reilly & Lee |
|                         |                                  |               |      |              |
| 23                      | Jack Pumpkinhead of Oz           | John R. Neill | 1929 | Reilly & Lee |
|                         |                                  |               |      |              |
| 24                      | The Yellow Knight of Oz          | John R. Neill | 1930 | Reilly & Lee |
|                         |                                  |               |      |              |
| 25                      | Pirates in Oz                    | John R. Neill | 1931 | Reilly & Lee |
|                         |                                  |               |      |              |
| 26                      | The Purple Prince of Oz          | John R. Neill | 1932 | Reilly & Lee |
|                         |                                  |               |      |              |
| 27                      | Ojo in Oz                        | John R. Neill | 1933 | Reilly & Lee |
|                         |                                  |               |      |              |
| 28                      | Speedy in Oz                     | John R. Neill | 1934 | Reilly & Lee |
|                         |                                  |               |      |              |
| 29                      | The Wishing Horse of Oz          | John R. Neill | 1935 | Reilly & Lee |
|                         |                                  |               |      |              |
| 30                      | Captain Salt in Oz               | John R. Neill | 1936 | Reilly & Lee |
|                         |                                  |               |      |              |
| 31                      | Handy Mandy in Oz                | John R. Neill | 1937 | Reilly & Lee |
|                         |                                  |               |      |              |
| 32                      | The Silver Princess in Oz        | John R. Neill | 1938 | Reilly & Lee |
|                         |                                  |               |      |              |
| 33                      | Ozoplaning with the Wizard of Oz | John R. Neill | 1939 | Reilly & Lee |
|                         |                                  |               |      |              |

Thompson a mai scris două romane în anii 1970 care nu sunt incluse în "Cele Patruzeci" (Famous Forty): Yankee in Oz (1972) și The Enchanted Island of Oz (1976), ambele publicate de International Wizard of Oz Club.
O scurtă colecție de poezie Oz a lui Thompson, The Cheerful Citizens of Oz, a apărut în 1992.

## Cărți de John R. Neill
Viziunea ilustratorului John R. Neill despre Oz este mai maniacă decât cea a lui Thompson sau Baum. Casele prind viață adesea și se luptă și totul poate fi viu. Lucrările sale duc schema de culori din Oz (albastru pentru Țara Munchkin, roșu pentru Țara Quadling, etc.) la extrem, extinzând-o la culorile cerului și ale pielii.
| De John R. Neill |                       |               |      |              |
| Ordine           | Titlu                 | Ilustrator    | An   | Editură      |
| 34               | The Wonder City of Oz | John R. Neill | 1940 | Reilly & Lee |
|                  |                       |               |      |              |
| 35               | The Scalawagons of Oz | John R. Neill | 1941 | Reilly & Lee |
|                  |                       |               |      |              |
| 36               | Lucky Bucky in Oz     | John R. Neill | 1942 | Reilly & Lee |
|                  |                       |               |      |              |

## Cărți de Jack Snow
Jack Snow a fost un cercetător al lucrărilor lui Baum și chiar s-a oferit să preia seria la vârsta de doisprezece ani, când a murit Baum. În cărțile lui Snow nu apar personajele create de Thompson sau Neill, cu toate că și el a creat alte personaje noi.
| De Jack Snow |                          |              |      |              |
| Ordine       | Titlu                    | Ilustrator   | An   | Editură      |
| 37           | The Magical Mimics in Oz | Frank Kramer | 1946 | Reilly & Lee |
|              |                          |              |      |              |
| 38           | The Shaggy Man of Oz     | Frank Kramer | 1949 | Reilly & Lee |
|              |                          |              |      |              |

## Cărți de Rachel R.C. Payes
| De Rachel R.C. Payes |                         |                |      |              |
| Ordine               | Titlu                   | Ilustrator     | An   | Editură      |
| 39                   | The Hidden Valley of Oz | Dirk Gringhuis | 1951 | Reilly & Lee |
|                      |                         |                |      |              |

## Carte de Eloise Jarvis McGraw și Lauren Lynn McGraw
| De Eloise Jarvis McGraw și Lauren Lynn McGraw |                      |             |      |              |
| Ordine                                        | Titlu                | Ilustrator  | An   | Editură      |
| 40                                            | Merry Go Round in Oz | Dick Martin | 1963 | Reilly & Lee |
|                                               |                      |             |      |              |